# 6020 Miyamoto
6020 Miyamoto (1991 SL1) là một tiểu hành tinh vành đai chính được phát hiện ngày 30 tháng 9 năm 1991 bởi Endate và Watanabe ở Kitami.